# كارل فريدريش نويمان
كارل فريدريش نويمان (بالألمانية: Karl Friedrich Neumann )‏ (و. 1793 – 1870 م) هو لغوي، ومؤرخ، ومترجم، وأستاذ جامعي، وأمين مكتبة ألماني، ولد في شلوسلفلد، وكان عضوًا في الأكاديمية البروسية للعلوم، توفي في برلين، عن عمر يناهز 77 عاماً.

## التعليم
تعلم في جامعة لودفيغ ماكسيميليان في ميونخ، وجامعة هايدلبرغ.